# Muharrem İnce

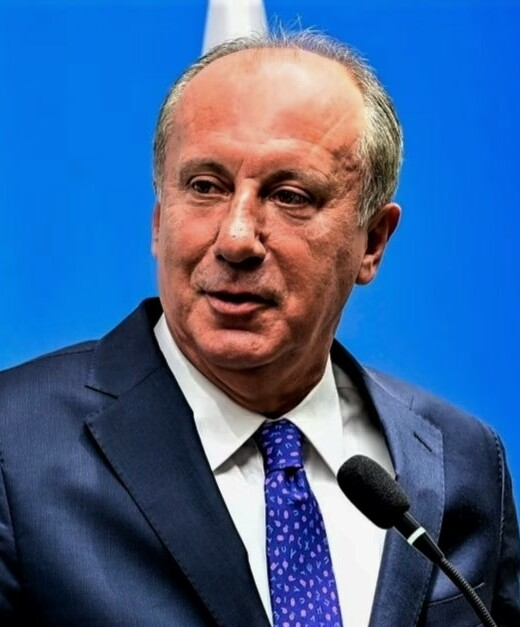
Muharrem İnce (2023)

Muharrem İnce (* 4. Mai 1964 in Elmalık bei Yalova) ist ein türkischer Politiker, Buchautor und ehemaliger Lehrer. Er war von 2002 bis 2018 Abgeordneter für Yalova in der Großen Nationalversammlung und von 2010 bis 2014 Fraktionsvorsitzender der Republikanischen Volkspartei (CHP). Er ist Parteigründer und -vorsitzender der Memleket Partisi.

## Leben
Muharrem İnce wurde in Elmalık in der Provinz Yalova als Sohn von Zekiye und Şerif İnce geboren; seine Großeltern väterlicherseits stammen aus Thessaloniki im Griechischen Makedonien, seine Großeltern mütterlicherseits aus der nordöstlichen Schwarzmeerstadt Rize. Er schloss ein Lehramtsstudium für Physik und Chemie an der Universität Balıkesir ab. Als Chemie- und Physiklehrer unterrichtete er an zahlreichen Gymnasien und Paukschulen (Dershane) im ganzen Land und war Schuldirektor. Er war auch als Pressesprecher von Yalovaspor sowie als Provinzvorsitzender des Vereins zur Förderung der Ideen Atatürks (ADD) tätig.
Bei der Parlamentswahl 2002 wurde İnce als Abgeordneter für Yalova Mitglied der Großen Nationalversammlung für die CHP. Bei der Wahl 2007 wurde er wiedergewählt. Bei den Wahlen 2011 und 2015 (Juni und November) wurde er erneut mit großer Mehrheit in seinem Amt bestätigt.
İnce war von 2010 bis 2014 Fraktionsvorsitzender der CHP. Zudem war er Vorsitzender des parlamentarischen Ausschusses für Nationale Bildung, Kultur, Jugend und Sport. Darüber hinaus ist er Mitglied der Parlamentsversammlung der turksprachigen Länder (Türk Dili Konuşan Ülkeler Parlamenter Asamblesi) als Vertreter der Türkei. Zudem wurde er Präsident des Atatürkçü Düşünce Derneği.
Er ist (Stand 2018) bekannt für seine temperamentvollen Reden, die im Internet zu den meistgeklickten Videos der türkischen Politik gehören. İnce spielte eine wichtige Rolle bei den Kommunalwahlen 2014, aus denen die CHP in Yalova als Sieger hervorging. Die Wahl wurde wiederholt; auch dabei gewann die CHP. Zweimal kandidierte İnce als Parteivorsitzender der CHP; er unterlag Kemal Kılıçdaroğlu.
Anfang Mai 2018 nominierte die CHP ihn als Kandidat für die vorgezogene Präsidentschaftswahl am 24. Juni 2018. Vier Parteien der türkischen Opposition (die CHP, die rechtsnationalistische IYI-Partei, die islamistische Saadet-Partei und die konservative Demokratische Partei) hatten zuvor das Bündnis der Nation für die Parlamentswahl gegründet, sich aber nicht auf einen gemeinsamen Kandidaten für die Präsidentschaftswahl geeinigt. İnce unterlag Amtsinhaber Erdoğan in der ersten Runde. Beim Parteikongress 2018 trat er bei der Wahl zum Parteivorsitz erfolglos gegen den Vorsitzenden Kemal Kılıçdaroğlu an. İnce galt länger schon als Kritiker der Parteiführung. Er gründete im September 2020 die politische Bewegung Memleket Hareketi („Heimatbewegung“), mit der er durch die Türkei tourte. İnce gab im Januar 2021 bekannt seinen Austritt aus der CHP bekannt. Am 17. Mai 2021 wurde die Memleket Partisi gegründet.
İnce trat als Spitzenkandidat zur Präsidentschaftswahl am 14. Mai 2023 an.
Er zog am 11. Mai 2023 seine Kandidatur zurück.
Das erhöht die Chancen von Kemal Kılıçdaroğlu (CHP), im ersten Wahlgang der Präsidentschaftswahl gegen den Amtsinhaber Erdoğan zu gewinnen.
İnce ist mit der Lehrerin Ülkü İnce verheiratet; sie haben einen Sohn.

## Schriften
- Buyurun Sayın İnce („Bitte, werter Herr İnce“). Ankara: Sobil Yayıncılık, 2012. ISBN 978-9944-271-40-0[11]
- Diren Demokrasi („Demokratie, halte durch“), 2018